# トゥンク・アブドゥル・ラーマン

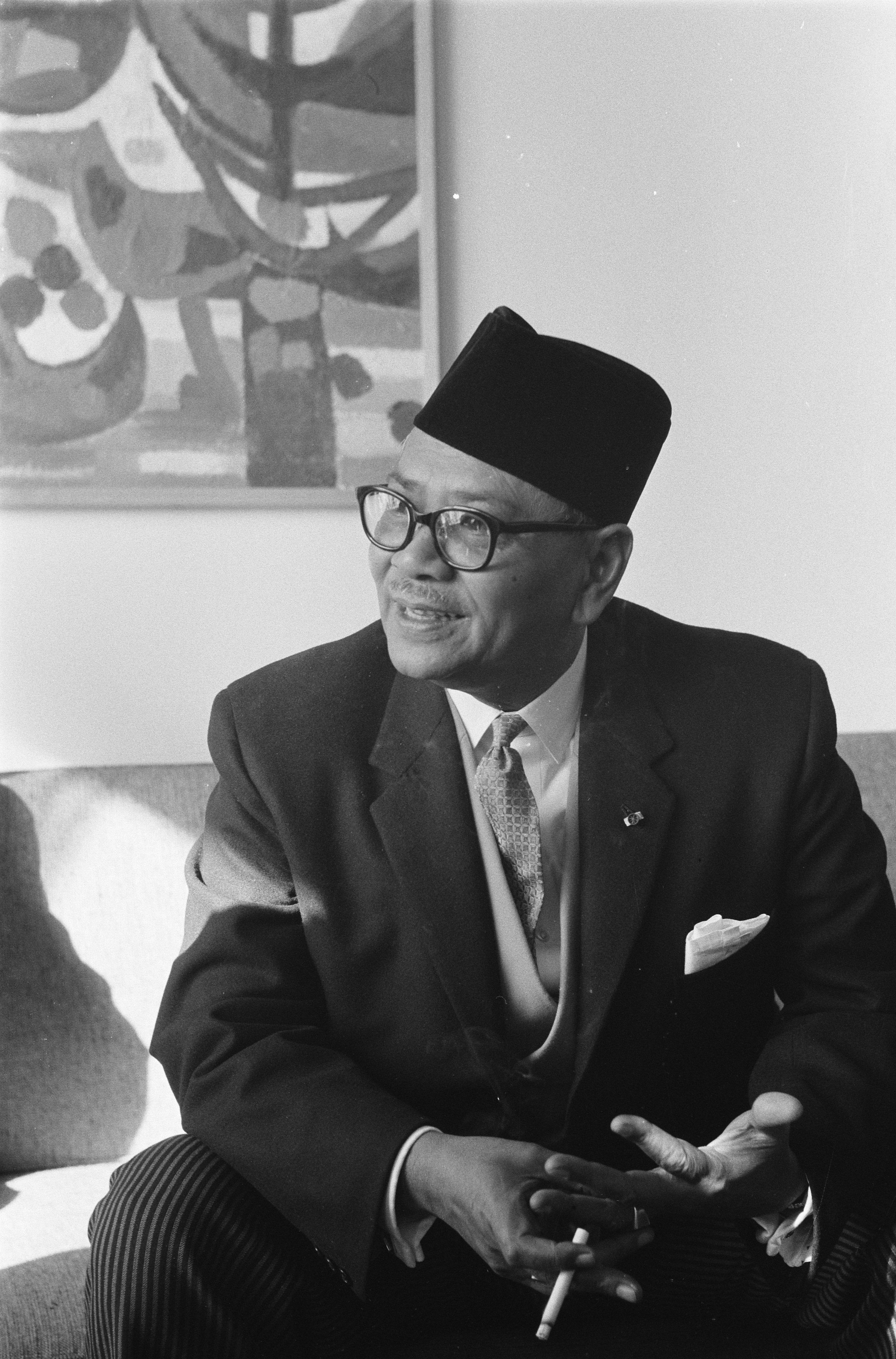
トゥンク・アブドゥル・ラーマン

トゥンク・アブドゥル・ラーマン（Tunku Abdul Rahman Putra Al-Haj ibni Almarhum Sultan Abdul Hamid Shah、1903年2月8日 － 1990年12月6日）は、「マレーシア独立の父」であり、1947年に結成され1957年に独立したマラヤ連邦の初代首相である。1963年にマラヤ連邦、サバ州、サラワク州、シンガポールが統合してマレーシアとなった際に、初代首相に就任した。

## 生涯

### 生い立ち
アブドゥル・ラーマンは、第24代クダ王国スルタンであるアブドゥル・ハミド・ハリムの20人の子の第14子である。クダ州の州都アロースターで生まれている。
6歳のときに初等教育を受け始め、後に現在アロースターにあるアブドゥル・ハミド大学になっている英語学校に進学した。8歳のときに他の3人の兄弟とともにバンコクに留学している。1915年帰国し、ペナンで勉学を続けた。
1918年、クダ州の奨学金を取得しケンブリッジ大学聖キャサリン校に留学していた。1925年学士を取得。クダ州奨学金取得者の中で初めてイギリスに留学した。
帰国後はクダ州の公務員として働いていた。その後、再びイギリスへ留学し法学を修学しようとしたが、第二次世界大戦の勃発により1938年にやむなく帰国している。1947年から再度留学し弁護士の資格を得た。
1949年にイギリスから帰国すると、アロースターにある法律事務所で勤務していたが、その後、クアラルンプールへ異動を依頼している。
この時代は、マラヤ全域でナショナリズムが高揚しており、ダト・オンがUMNOを指導していた。彼はUMNOに参加し、1951年にはUMNO内部の路線対立により、ダト・オンをUMNOから追放し、UMNOの党首に就任した。

### マレーシア独立

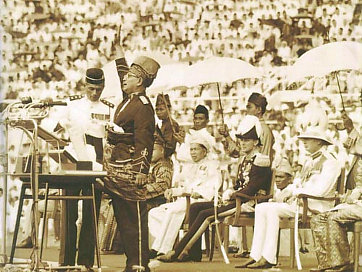
独立記念日のラーマン

1954年、ロンドンにマラヤ独立のための使節団を派遣するが果実は実らなかった。1955年総選挙（マレーシア憲政史上初めての総選挙）において、UMNOは、MCAと連携することで、52議席中51議席をこの3党で独占する圧倒的な勝利を収める。1956年には、インド系住民を代表するMICもこのアライアンスに参加した。
1955年後半には、再度、マラヤ独立のための使節団をイギリスに派遣し、1957年8月31日がマラヤ連邦独立の日と決定した。独立記念日には、クアラルンプールに掲揚されていたイギリス国旗が降ろされ、ラーマンは、自由を叫ぶ群集を率いた。手を挙げるラーマンの写真と彼の感傷的ではあるが彼の群衆の歓声を呼ぶ決意を込めた音声の記録は、マラヤ独立の象徴となった。

### 首相時代
ラーマンは、1963年にマレーシアと改編された後も首相としてマレーシア政治をリードした。1959年総選挙・1964年総選挙でもUMNOを中心としたアライアンスは、勝利を収めている。
マレーシア結成は、その人生の最大の成果である。1961年には、シンガポールで講演した際には、サバ、サラワク、シンガポール、ブルネイを含めたマレーシアを提唱している。1963年には、ブルネイを除いた前述の地域によってマレーシアが誕生し、引き続き、マレーシアの舵取りを任せられた。
しかしながら、民族間の対立は、シンガポールのマレーシア参加で明らかになってくる。というのも、シンガポールと半島部マレーシアでは民族構成が大きく異なる。全人口の約6割をマレー人が占めるマレーシアに対して、シンガポールは、人口の大多数を華人系が占めているからである。UMNOとMCAは、1964年総選挙でリー・クアンユー率いる人民行動党（PAP）の動向に神経質になっていた。1964年総選挙では、PAPが議席を1議席しか獲得できなかったものの、その翌年には、シンガポールをマレーシアから追放した（シンガポールの視点から見れば、望んでいなかった独立である）。
ラーマンは、東南アジア諸国との外交に大きな役割を果たし、1967年には、タイ、フィリピン、インドネシア、シンガポール、マレーシアの5国によるASEAN結成を実現させた。
1969年総選挙で、UMNOを中心とするアライアンスは大きく議席数を減らし、その直後勃発した5月13日事件を契機に、ラーマンは、UMNOのと呼ばれる次世代の指導者層に大きく非難を浴びた。マハティール・ビン・モハマドは、ラーマンに対して首相の辞任を突きつける書簡を送っていて、その後、3年間の政治浪人を余儀なくされるが、ラーマンへの支持が大きく損なわれたのは明らかであった。1970年、アブドゥル・ラザクに首相の座を譲ることになった。

### 一人のムスリムとして
ラーマンは、1960年に、イスラーム福祉組織（PERKIM）を設立している。この組織は、ムスリムが新しい生活に適応できるように援助する組織である。彼は、なくなる前年まで、この組織の代表を務めた。また、1961年には、マレーシアがホスト国となって、国際クルアーン・リサイタル・コンペティションを開催している。これは、1951年に、クダー州でラーマンが組織した大会を発展させたものである。
また、1969年には、OIC結成にも尽力している。その結果、ラーマンは、初代のOIC事務総長に就任している。彼は、OIC内部で、イスラム銀行の設立にも尽力した。

### 首相辞任後
彼は、首相引退後は、ペナンに居住していたが、1990年12月6日、87歳で亡くなった。彼は今、アロースターにあるLanggar Royal Mausoleumで永遠の眠りについている。

## エピソード等
- 1983年、キング・ファイサル国際賞イスラーム奉仕部門受賞。
- 1991年、ラーマンは、「マレーシアの過去の首相」シリーズで、他の首相と同じように郵便切手になっている。
- 2003年、ラーマン生誕100周年を記念して、再び、郵便切手が発行された。
- スポーツ、特にサッカーの愛好家として知られ、1958年から1977年までアジアサッカー連盟（AFC）会長を務めた。1959年には当時の日本サッカー協会会長・野津謙の提案を受け、クアラルンプールで第1回アジアユース選手権（AFCユース選手権）を開催。この大会は現在FIFA U-20ワールドカップのアジア予選を兼ねている。
- 日本代表コーチに就任したデットマール・クラマーコーチの指導で、徐々に日本の実力が向上し、1963年の第7回ムルデカ大会で、日本は総当たり戦で3連勝後、第4戦で引き分け、最終戦で敗れたものの3勝1分け1敗で準優勝を果たした[1]。この大会で自信を付けた日本代表は翌年の東京オリンピックでベスト8入りを果たした。当時、マレーシアでは、マレーシアサッカー協会の会長を当代のマレーシアの首相が務めるのが通例で、ラーマン首相がマレーシアサッカー協会会長だった。第7回大会中にラーマンが主催したパーティーで、長沼健日本代表監督と岡野俊一郎コーチ兼クラマー通訳が、記念品の鎧兜をラーマンに手渡した所、ラーマンは涙を浮かべて、長沼らの手を中々放そうとしなかった。長沼らは不思議に思い、自分たちの席に戻った時に、日本担当のマレーシア協会役員にその理由を尋ねた。すると、役員は次のような裏話を語った。「大会の実行委員会で招待チームを決める際、日本はあご足つきで呼んでも弱いし(1959年のムルデカ大会初参加以来日本はほとんど勝てず、前回の1962年大会も1分け2敗だった)、観客動員も悪いから日本を呼ぶのは止めようという意見が大半だった。ところが、最後にラーマン会長が立ち上がり、『日本人は一度決心したら必ずやり遂げる民族だ。私の顔に免じてもう一度だけ呼んで欲しい』と力説した。会長の発言で、日本の招待を決めたら、日本は素晴らしいサッカーで連勝し、連日ムルデカ・スタジアムは超満員。だから、会長は感無量だった」。長沼らは非常に感激したという[1][2][3]。